# Vinil grupa
U hemiji, vinil ili etenil je funkcionalna grupa −CH=CH2, naime molekul etilena (H2C=CH2) bez atoma vodonika. Ovaj naziv is takođe koristi za jedinjenja koja sadrže tu grupu, naime R−CH=CH2 gde je R bilo koja grupa drugih atoma.
Jedan industrijski važan primer je vinil hlorid, prekurzor PVC, plastike koja je poznata kao vinil. 
Vinil je jedna od alkenilnih funkcionalnih grupa. Na ugljeničnoj osnovi, sp2-hibridizovani ugljenici ili pozicije se često nazivaju vinilnim. Alili, akrilati i stireni sadrže vinil grupe. (Stirenske unakrsne veze sa dve vinilne grupe se nazivaju divinil benzen.)